# 桃李花歌
《桃李花歌》（：／）是一部2015年上映的韓國時代劇情片，由電影《全國歌唱比賽》的導演李鍾泌執導，講述了朝鮮時代著名的“盤索里”表演家申在孝為愛徒陳彩仙創作短歌的故事。1867年的朝鮮，女子不能學習盤索裡的時代，盤索裡名師申在孝（柳承龍飾）建立的朝鮮第一個盤索裡學堂桐裡精舍裡第一次出現了女學生。

## 演員陣容

### 主要角色
- 柳承龍 飾演 申在孝[3]
- 裴秀智 飾演 陳彩仙（朝鲜语：진채선）（少年：黃彩元）
- 宋詩曦 飾演 金世宗[4]

### 其他角色
- 李東輝 飾演 七星[5]
- 安宰弘 飾演 永福[6]
- 李光福 飾演 吉重
- 金太勳 飾演 吳進士
- 韓頌熙 飾演 鈴鐺
- 金素辰 飾演 陳彩仙的母親
- 朴浩山 飾演 陳延清官吏
- 權範澤 飾演 奉承的官吏
- 申哲振 飾演 奉承的官吏
- 蘇熙靜 飾演 尚宮
- 陳善圭 飾演 教旨官吏
- 李宥娜 飾演 高敞花裝妓生
- 李采玧 飾演 桐裡精舍牆女
- 鹹元振 飾演 朝鮮高宗（少年：趙勇鎮）
- 朴元碩 飾演 桐裡精舍門生
- 金閔奎 飾演 桐裡精舍門生
- 函勝敏 飾演 桐裡精舍門生
- 金浩俊 飾演 桐裡精舍門生
- 高英烈 飾演 桐裡精舍門生
- 申昌柱 飾演 桐裡精舍門生
- 尹承勳 飾演 妓院贵族
- 申慧景 飾演 韶里山酒楼酒母
- 李東勇 飾演 漢陽落星宴圍觀者

### 特別出演
- 金南佶 飾演 興宣大院君[7][8]
- 陳熙瓊 飾演 頭領

## 票房及評價
中央日報的陳恩秀記者對這部電影的評價好壞參半，她稱讚秀智的演技，但認為劇本有些部分是不足的，電影中的某些部分成為了秀智的讚歌，而不是主人公陳彩仙的。StarN News記者李敏智評價這部電影沒有表達的重點以及電影的第二部分敘事停滯不前，過於集中表現陳彩仙和申在孝之間的感情，而非陳彩仙本人的故事。
這部電影在上映後的第二個週末票房僅僅排名在第三十位，累計觀影人次僅有30萬。

## 獎項
| 年度 | 頒獎典禮           | 獎項                | 入圍者 | 結果 |
| ---- | ------------------ | ------------------- | ------ | ---- |
| 2016 | 第52屆百想藝術大獎 | 電影部門 女子人氣獎 | 秀智   | 獲獎 |

## 外部鏈接
- NAVER上《桃李花歌》的資料
- Daum上《桃李花歌》的資料

- 韩国电影数据库（KMDb）上《桃李花歌》的資料